# Organischer Feldeffekttransistor
Der organische Feldeffekttransistor (OFET) ist ein Feldeffekttransistor (FET), der mindestens als Halbleiter ein organisches Material nutzt.

## Geschichte
1976 entdeckten Hideki Shirakawa, Alan MacDiarmid und Alan Heeger (Chemienobelpreis 2000) bei mit Chlor bzw. Brom oxidiertem Polyacetylen eine um den Faktor 109 erhöhte Leitfähigkeit (also auf 103 S/cm). Die organischen Stoffe kamen damit in Bereiche der Leitfähigkeit, die sonst nur bei Halbleitern bzw. Metallen vorliegen (Kupfer: 106 S/cm). Dieser Effekt war bis dahin völlig unbekannt, denn alle Polymere galten bis dahin als Isolatoren.
Die Entdeckung von organischen Halbleitern lässt auf neue Anwendungsbereiche von z. B. LEDs (OLEDs), Displays, Solarzellen, integrierten Schaltungen und elektronischen Preisschildern hoffen.
Die Vorteile sind vor allem das geringe Gewicht, die mechanische Flexibilität und der erhoffte geringere Preis gegenüber klassischen Halbleiterbauelementen auf Basis anorganischer Materialien wie Silizium. Der geringere Preis, so erhoffen es sich die Forscher, soll durch einen einfacheren Herstellungsprozess (z. B. Rotationsbeschichtung oder Drucken) erreicht werden. Probleme bereiten bisher die geringe Lebensdauer (Empfindlichkeit gegen Sauerstoff und Wasser) und eine geringe Arbeitsfrequenz (resultierend aus der geringen Ladungsträgerbeweglichkeit) der Bauelemente.

## Aufbau

Schematischer Aufbau eines OFETs im Querschnitt (Dünnschichttransistor). In dieser Variante wird das gesamte (hoch dotierte) Substrat als Gate-Elektrode genutzt, „bottom gate“-OFET. Diese Anordnung kann nur für diskrete Bauelemente oder für Teststrukturen eingesetzt werden

Wie anorganische Feldeffekttransistoren besitzen auch OFETs die drei Anschlüsse Source, Gate und Drain. Meist werden sie, ähnlich MOSFETs, als Dünnschichttransistor gefertigt, in dem die halbleitende Schicht nur wenige Nanometer dick ist. Wie bei MOSFETs ist auch bei organischen Dünnschichttransistoren das elektrische Potential des Substrates (bulk) wichtig und ist analog zu diesen als vierter Anschluss zu sehen.
Als halbleitende Schicht kommen verschiedene organische Materialien infrage. So kommen sowohl Polymere und Oligomere (z. B. Poly(3-Hexylthiophen)) als auch kleine Moleküle (engl. small molecules) wie z. B. Pentacen, Tetracen zum Einsatz. Neuere Forschungen haben gezeigt, dass auch Naturstoffe wie Indigoide oder Anthrachinone in Feldeffekttransistoren eingesetzt werden können.
Beim aktuellen Forschungsstand von organischen Feldeffekttransistoren wird als Substrat meist ein oxidierter Silizium-Wafer verwendet. Diese Struktur ist bereits sehr gut untersucht und die Schichteigenschaften können ebenfalls sehr gut kontrolliert werden. So können viele Fremdeinflüsse, die bei neuen Schichtsystemen auftreten könnten, verhindert werden. Als Drain- und Source-Elektroden wird häufig Gold genutzt, da die Austrittsarbeit von Gold im Bereich der Austrittsarbeiten der organischen Materialien liegt. So werden Potentialbarrieren an den Grenzflächen minimiert.
Neben dem oben beschriebenen Aufbau gibt es auch so genannte All-Organic-OFETs, die vollständig aus organischem Materialien bestehen. Diese liegen auf einem Substrat aus PET, PEN oder PVC-Folie. Für die leitenden Bauteile kommen, wie oben erwähnt, die Polymere Polyanilin, Polythiophen oder Polyparaphenylen in Betracht. Für das Dielektrikum (Isolator) sind die Polymere PMMA, PHS/PVP und andere Polymere wie Melaminharze oder Phenole geeignet.
Da die organischen Halbleiter empfindlich gegen Wasser und Sauerstoff sind, müssen diese davor geschützt werden. Als so genannte Verkapselungs- oder Barriereschichten sind anorganische, wie auch organische Materialien im Gespräch. Langfristig wird versucht organische Verkapselungsschichten, die zu dem noch flexibel sind, zu entwickeln. Derzeit existieren aber noch keine Polymere, die ausreichend dicht gegen Sauerstoff und Wasserdampf sind, um die für die Produktion benötigten Lebensdauern zu gewährleisten. Daher sind auch Schichtsysteme aus verschiedenen Stoffen denkbar.

## Physikalische Beschreibung
Organische Halbleiter sind auf Grund ihres Oxidationsverhaltens zum großen Teil p-leitend; n-Leiter sind meist instabil.
Organische Feldeffekttransistoren werden in der Regel in Akkumulation betrieben, d. h., Majoritätsladungsträger werden durch ein elektrisches Feld an die Halbleiter-Isolator-Grenzschicht gezogen (Feldeffekt). Dieses Feld wird durch die Gate-Spannung {\displaystyle U_{\mathrm {GS} }} erzeugt. Die so angereicherten Ladungsträger können durch die Drain-Source-Spannung {\displaystyle U_{\mathrm {DS} }} entlang der Halbleiter-Isolator-Grenzschicht bewegt werden. Der organische Feldeffekttransistor verhält sich daher ähnlich wie normale anorganische Feldeffekttransistoren. Zur Modellierung des Feldeffekttransistors können in guter Näherung die von klassischen MOSFETs bekannten Formeln verwendet werden.
Im linearen Bereich gilt:
{\displaystyle I_{\mathrm {D} }={\frac {W}{L}}C_{\mathrm {i} }\mu \left(U_{\mathrm {GS} }-U_{\mathrm {T} }-{\frac {U_{\mathrm {DS} }}{2}}\right)U_{\mathrm {DS} }},
wobei {\displaystyle I_{\mathrm {D} }} der Drain-Strom, {\displaystyle C_{\mathrm {i} }} die flächennormierte Kapazität des Isolators, {\displaystyle \mu } die Ladungsträgerbeweglichkeit und {\displaystyle U_{\mathrm {T} }} die Schwellenspannung sind.
Im Sättigungsbereich gilt eine quadratische Abhängigkeit zwischen Drain-Strom und Gate-Spannung:
{\displaystyle I_{\mathrm {D} }={\frac {W}{2L}}C_{\mathrm {i} }\mu (U_{GS}-U_{\mathrm {T} })^{2}}
Allerdings gilt dies nur für gut kristallisierte Halbleiter, die meist um 2–3 Größenordnungen niedrigere Ladungsträgerbeweglichkeiten als Silicium aufweisen. Bei schlechter kristallisierten organischen Halbleitern weicht der Ladungstransport stark ab und kann nicht mehr durch das Bändermodell erklärt werden. Die daraus resultierenden Unterscheide, wie beispielsweise eine spannungsabhängige Vorwärtssteilheit, müssen dabei im Transistormodell beachtet werden.